# Irma Keilhack
Irma Keilhack (Hambourg, 25 janvier 1908 - 3 juin 2001) est une femme politique allemande. 